# Milovice, Břeclav
Milovice là một làng thuộc huyện Břeclav, vùng Jihomoravský, Cộng hòa Séc.